# Leostene
Leostene (in greco antico: Λεωσθένης?, Leosthénes, in latino Leosthenes; Atene, ... – dintorni di Lamia, 323 a.C.) è stato un militare ateniese, comandante in capo delle truppe greche durante la guerra lamiaca (323-322 a.C.).

## Biografia
Leostene era accreditato dai contemporanei di una eccellente fama di comandante militare, anche se non si conoscono le sue esperienze precedenti alla guerra lamiaca; era anche un acceso oppositore degli interessi del Regno di Macedonia in Grecia.
Alessandro Magno aveva ordinato ai satrapi d'Asia di sciogliere i corpi di mercenari greci a loro disposizione; Leostene li raccolse poco prima della morte di Alessandro e li fece convergere sul capo Tenaro.

### Guerra lamiaca
Non appena la notizia della morte di Alessandro giunse ad Atene, gli Ateniesi decisero di ribellarsi ai Macedoni e rovesciarne il dominio sulla Grecia. Leostene fu incaricato di recarsi al capo Tenaro e di ingaggiare gli ottomila mercenari greci che vi si trovavano; di lì si recò in Etolia, dove convinse molti ad unirsi a lui nella lotta contro la Macedonia; il loro esempio fu seguito dagli abitanti della Locride, della Focide, dai Dori e da molti Tessali, come pure da diversi stati del Peloponneso.
Leostene, comandante in capo delle forze alleate per unanime riconoscimento, concentrò le sue forze alle Termopili.
I Beoti, che temendo la restaurazione del potere di Tebe si erano alleati con i Macedoni, tentarono di impedire il ricongiungimento delle forze ateniesi con quelle alleate, ma Leostene marciò rapidamente con una parte delle proprie truppe in aiuto degli Ateniesi e sconfisse decisivamente i Beoti.
Il comandante in capo delle forze macedoni in Grecia, lo stratega Antipatro, si mosse allora dalla Macedonia, ma Leostene, il quale aveva a disposizione una forza più numerosa, lo sconfisse nei pressi delle Termopili e lo costrinse a rinchiudersi nella città di Lamia. Il generale ateniese tentò di concludere la guerra rapidamente e investì gli assediati con attacchi vigorosi, ma i difensori ebbero ripetutamente la meglio. Leostene decise allora di indebolire Antipatro bloccando l'accesso a Lamia e, a questo scopo, ordinò di costruire delle linee di circonvallazione attorno alla città assediata; durante i lavori accadde però che i difensori tentarono una sortita in forze, durante la quale Leostene fu colpito da una pietra alla testa, morendo dopo tre giorni.
La morte di Leostene causò un forte scoramento tra le file degli alleati greci, tanto che gli Ateniesi la piansero come una calamità. Pausania ritiene che la scomparsa di Leostene, che aveva dimostrato energia e abilità non comuni durante il suo comando, fu la causa della sconfitta alleata, sebbene Focione abbia affermato che Leostene era molto adatto per conflitti brevi, meno per quelli lunghi.
Fu onorato con una sepoltura pubblica nel Ceramico e con una orazione funebre declamata da Iperide.